# 노섬브리아 국왕
노섬브리아 국왕(고대 영어: Norþanhymbre Cyning)은 노섬브리아 왕국의 국가원수다.

## 목록

### 데렌리체겸베오르니체국왕 (604년 ~ 642년)
- 애설프리스
- 에아드위네
- 오수알데

### 노섬브리아국왕 (642년 ~ 867년)
- 오스위그
- 에즈프리드
- 알흐프리스
- 애드울프 1세
- 오스레드 1세
- 코엔레드
- 오스릭
- 케올울프
- 애드버트
- 오스울프
- 애셀왈드 몰
- 알흐레드
- 애셀레드 1세
- 앨프왈드 1세
- 오스레드 2세
- 오스발드
- 애르둘프
- 앨프왈드 2세
- 앤레드
- 앤셀레드 2세
- 래둘프
- 오스버트
- 앨라

### 요르비크국왕 (867년 ~ 954년)
- 엑그버트
- 리크시게
- 할프단 라그나르손
- 구드로드
- 시그프뢰드
- 크누트
- 애셀왈드 애셀링
- 하르다크누트
- 에오윌스와 할프단
- 이바르
- 뢰근발드 우어 이바르
- 시그트뤼그 카흐
- 구드뢰드 우어 이바르
- 올라프 구드프리다르손
- 올라프 크바란
- 로근발드 구드뢰다르손
- 에이리크 블로됙스

## 같이 보기
- 노섬브리아 왕국